# Coregonus kiletz
Coregonus kiletz är en fiskart som beskrevs av Michailovsky, 1903. Coregonus kiletz ingår i släktet Coregonus och familjen laxfiskar. Inga underarter finns listade i Catalogue of Life.